# Teatro romano di Milano
(Ausonio, Ordo urbium nobilium, VII.)
Il teatro romano di Milano era un antico teatro della città romana di Mediolanum, l'odierna Milano. Eretto durante l'età augustea tra la fine del I secolo a.C. e l'inizio del I secolo, fu il primo grande edificio costruito dagli antichi Romani a Mediolanum nell'ottica di una più ampia opera di costruzione di importanti strutture in muratura, cui seguì la realizzazione del foro romano di Milano. Il teatro mantenne la sua funzione originaria fino al IV o al V secolo, quando gli editti di Teodosio e la progressiva conquista di potere da parte della Chiesa iniziarono ad ostacolare le rappresentazioni teatrali e i giochi negli anfiteatri. 
Il teatro venne utilizzato come luogo di ritrovo del senato cittadino durante l'età comunale come testimoniato da almeno tre atti risalenti al 1119, al 1130 e al 1140. Come gran parte della città, il teatro venne distrutto da Federico Barbarossa nell'assedio di Milano del 1162. A partire dal Medioevo, intorno a ciò che rimaneva del teatro romano di Milano, iniziarono a sorgere chiese, tra cui la chiesa di San Vittore al Teatro, demolita nel 1911, che nel nome ricorda l'antico edificio romano. Ancora oggi esiste, nel luogo dove sorgeva la chiesa, via San Vittore al Teatro.
L'edificio, avente forma semicircolare, era alto 20 metri, aveva un diametro di 95 metri e poteva ospitare 8 000 spettatori, in un'epoca in cui Mediolanum contava all'incirca 18 000 abitanti. È possibile visitare, gratuitamente e previa prenotazione, nei sotterranei di Palazzo Turati presso la Camera di Commercio della città in via San Vittore al Teatro 14, i resti dell'antica struttura. Altri resti del teatro sono stati rinvenuti in piazza Affari 5 e in piazza Affari 6, con il primo sito che non è visitabile da parte del pubblico e il secondo che lo è solo su richiesta.

## Mappa dettagliata di Mediolanum

Mappa dell'antica Milano romana (Mediolanum) (secoli III-V) con indicate le mura e le porte romane di Milano, il foro romano di Milano, il teatro romano di Milano, l'anfiteatro romano di Milano, il circo romano di Milano, l'area del palazzo imperiale romano di Milano (in rosa più tenue), la zecca romana di Milano, le terme Erculee, il mausoleo imperiale di Milano, la via Porticata con l'arco trionfale, i magazzini annonari romani di Milano (lat. horrea), il porto fluviale romano di Milano, i castelli romani di Milano e le basiliche paleocristiane di Milano

## Storia

L'antica Milano romana (Mediolanum) sovrapposta alla Milano moderna. Il rettangolo più chiaro al centro, leggermente sulla destra, rappresenta la moderna piazza del Duomo, mentre il moderno Castello Sforzesco si trova in alto a sinistra, appena fuori dal tracciato delle mura romane di Milano. Al centro, indicato in rosso salmone, il foro romano di Milano, mentre in verde il palazzo imperiale romano di Milano

Il teatro romano di Milano venne eretto durante l'età augustea, tra la fine del I secolo a.C. e l'inizio del I secolo. Fu il primo grande edificio costruito dagli antichi Romani a Mediolanum (la moderna Milano) nell'ottica di una più ampia opera di costruzione di importanti strutture in muratura, cui seguì la realizzazione del foro romano di Milano. 
La zona in cui sorse il teatro era nevralgica all'interno dell'antica Mediolanum, come confermato dai ritrovamenti di ricche domus romane nelle sue vicinanze. 
Più precisamente, il teatro venne realizzato nella parte occidentale di Mediolanum, nei pressi di Porta Vercellina romana e delle mura romane di Milano, non lontano dal decumano massimo (identificato con le attuali via Santa Maria alla Porta e via Santa Maria Fulcorina), arteria stradale che portava al foro romano di Milano. Ciò non fu un caso: la presenza di importanti strade facilitava l'accesso al teatro da parte del pubblico, sia proveniente dalla città sia che venisse dalle zone limitrofe. 
Il teatro mantenne la sua funzione originaria fino al IV o al V secolo, quando gli editti di Teodosio e la progressiva conquista di potere da parte della Chiesa iniziarono ad ostacolare le rappresentazioni teatrali e i giochi negli anfiteatri.
L'ultimo spettacolo di cui ci è giunta notizia è la proclamazione a console, all'interno del teatro, di Manlio Teodoro, che avvenne nel 399. In tale occasione si svolse anche una naumachia. Dopo questa ultima rappresentazione teatrale, l'edificio iniziò a essere spogliato degli arredi e dei materiali più preziosi.

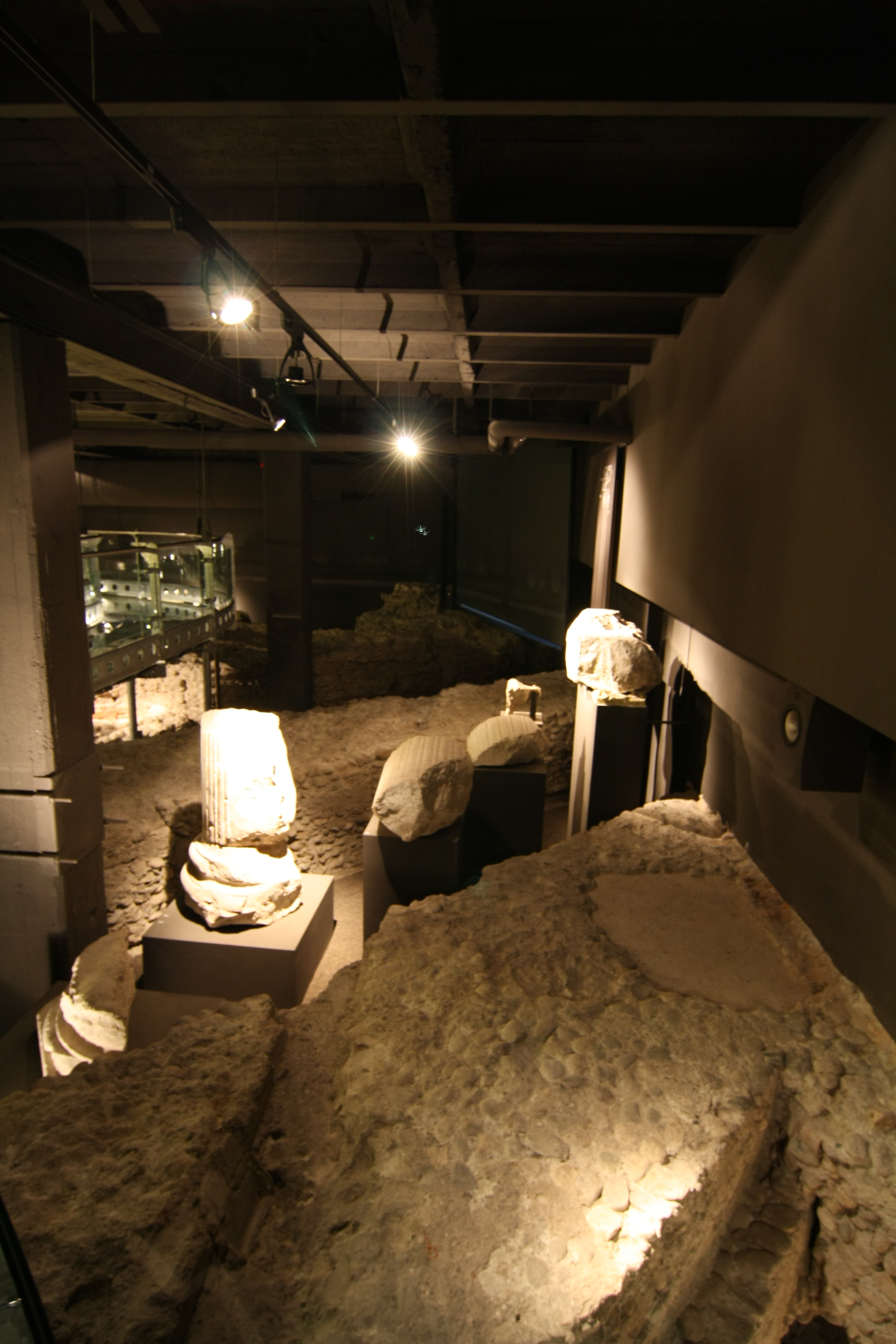
Resti del teatro romano di Milano, visitabili nel museo sensibile istituito nei sotterranei di Palazzo Turati presso la Camera di Commercio della città

Il teatro venne utilizzato come luogo di ritrovo del senato cittadino durante l'età comunale come testimoniato da almeno tre atti risalenti al 1119, al 1130 e al 1140. Come gran parte della città, il teatro venne distrutto da Federico Barbarossa nell'assedio di Milano del 1162. A partire dal Medioevo, intorno a ciò che rimaneva del teatro romano di Milano, iniziarono a sorgere chiese, tra cui la chiesa di San Vittore al Teatro, demolita nel 1911, che nel nome ricorda l'antico edificio romano. Ancora oggi esiste, nel luogo dove sorgeva la chiesa, via San Vittore al Teatro.
I resti del teatro vennero rapidamente ricoperti da altre costruzioni e dell'antica struttura romana si perse memoria venendo riscoperta solo verso la fine del XIX secolo, nel 1880, durante la costruzione di Palazzo Turati. I mezzi dell'epoca non permisero però il riconoscimento del tipo di edificio a cui appartenevano i ruderi. Nel 1929 sorse sui suoi resti anche Palazzo Mezzanotte, sede della Borsa di Milano; durante la costruzione di questo edificio i resti dell'antico teatro furono riconosciuti come tali da parte da Alda Levi, all'epoca responsabile della Regia Soprintendenza ai Monumenti di Milano. Ulteriori studi vennero effettuati verso la fine degli anni quaranta e da alcune indagini archeologiche nel 1988 e nel 2005.

## L'edificio

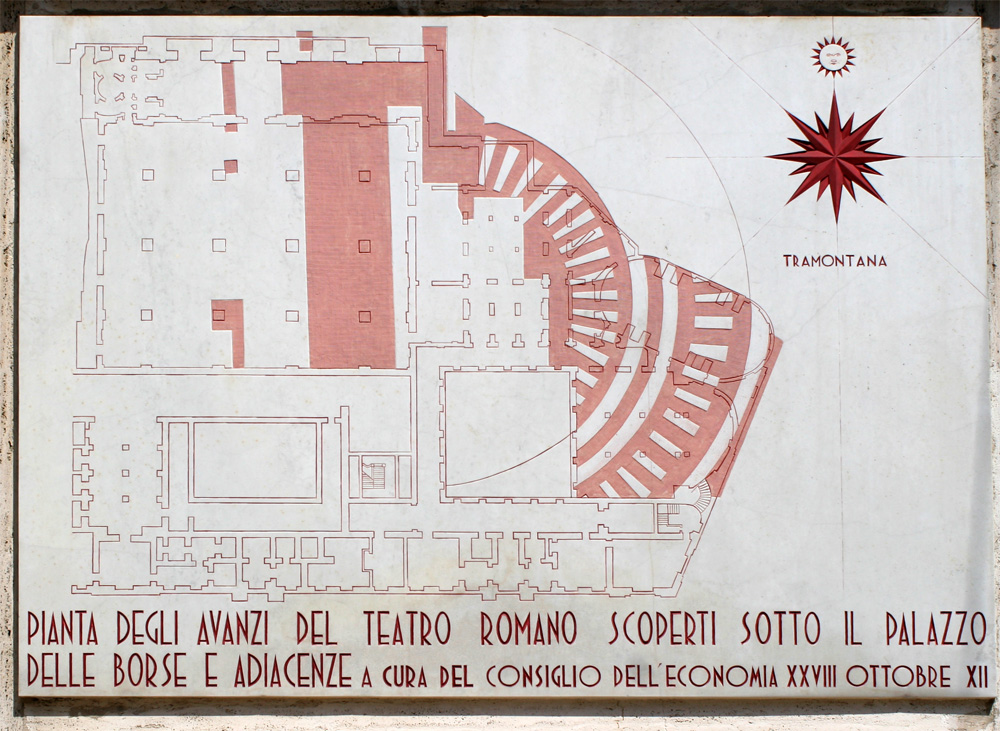
Lapide collocata sul fianco di Palazzo Mezzanotte, dove sono presenti alcuni suoi resti, che mostra la pianta dell'antico teatro romano sovrapposta a quella dei palazzi contemporanei

Il teatro romano di Milano, avente forma semicircolare, era alto 20 metri, aveva un diametro di 95 metri e poteva ospitare 8 000 spettatori, in un'epoca in cui Mediolanum contava all'incirca 18 000 abitanti. Grazie alla sua altezza, superava le mura romane di Milano, che sorgevano poco lontano. 
Il teatro aveva una facciata esterna curva (a due piani, con oltre quindici arcate per ciascun livello) che ospitava, sul suo lato interno, le gradinate degli spettatori (lat. cavea). Le gradinate destinate agli spettatori poggiavano su camere inferiori con soffitto a volta, disposte a raggiera intorno al palco per gli attori (pulpitum). Un corridoio centrale divideva le gradinate in due settori, permettendo al pubblico di accedere al posto assegnato. 
Nel palco destinato agli attori la parete di fondo (frons scaenae) aveva colonne di marmo bianco e in calcare disposte su due o tre piani, tra le quali erano collocate nicchie con statue. Esternamente al teatro, adiacente al palco degli attori, era presente un grande porticato coperto rettangolare (porticus post scaenam) con colonne di ordine ionico, chiuso all'esterno, e provvisto di giardino centrale destinato alla sosta degli spettatori durante le pause delle rappresentazioni oppure in caso di pioggia. 

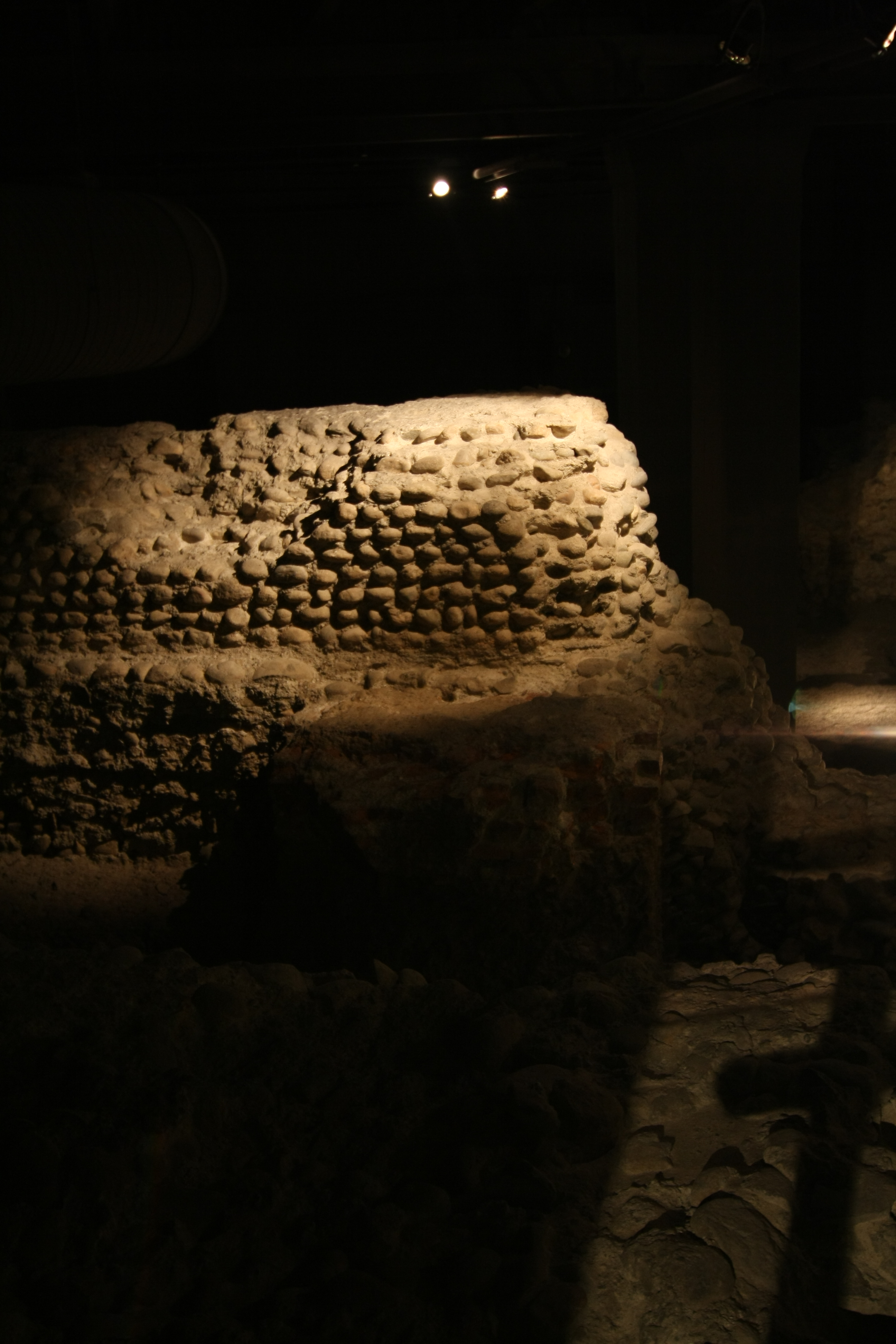
Resti del teatro romano di Milano, visitabili nel museo sensibile istituito nei sotterranei di Palazzo Turati presso la Camera di Commercio della città

I muri del teatro romano di Milano erano costituiti da file di ciottoli alternate, superiormente e inferiormente, da file di mattoni. Le mura del teatro erano rivestite da pietra oppure da un intonaco. È probabile che alla fine del IV secolo, secondo quanto riferisce il poeta Claudiano, l'orchestra del teatro sia stata trasformata in una specie di piscina dove mime seminude si esibivano in danze.

## Resti
È possibile visitare, gratuitamente e previa prenotazione, nei sotterranei di Palazzo Turati presso la Camera di Commercio della città in via San Vittore al Teatro 14, i resti dell'antica struttura. Oltre a pannelli esplicativi, il sito archeologico offre una visita nell'antica Mediolanum anche grazie alla riproduzione dei rumori e degli odori che si potevano percepire nel teatro. L'allestimento del museo sensibile del teatro romano di Milano consente di farsi un'idea precisa dello spazio su cui si sviluppava la Milano romana, degli spazi occupati del teatro e delle attività che si conducevano, nonché della tecnica costruttiva per edificarlo (del teatro si sono infatti conservate anche alcune palificazioni per le fondamenta). 
Nell'area archeologica del teatro di via San Vittore al Teatro 14 sono visibili anche alcuni capitelli, probabilmente appartenenti al palco degli attori, una porzione di una colonna del muro che faceva da sfondo al palco, lo scavo di un pozzo medioevale, un piccolo forno, pali di fondazione originali in legno di rovere, alcune parti delle fondamenta dell'edificio e alcuni resti del porticato colonnato esterno che era adiacente al palco. Tra i resti si riconosce anche un corridoio pedonale semicircolare che divideva la gradinate più elevate (summa cavea) dalle gradinate più basse (ima cavea).
I pannelli esplicativi del sito di via San Vittore al Teatro 14 forniscono informazioni sull'area in cui il teatro fu edificato e spiegano origine e provenienza dei materiali impiegati nonché il genere di spettacoli che si svolsero all'interno dell'edificio. All'inizio di maggio si tiene annualmente la settimana dedicata al teatro romano di Milano, che culmina il giorno di San Vittore. In questa occasione la Camera di Commercio di Milano organizza conferenze, spettacoli, eventi culturali e degustazioni.
Altri resti del teatro sono stati rinvenuti in piazza Affari 5 e in piazza Affari 6, con il primo sito che non è visitabile da parte del pubblico e il secondo che lo è solo su richiesta. In piazza Affari 5 sono situati due pilastri in pietra facenti parte della parete curvilinea del teatro, quella delle gradinate degli spettatori, mentre in piazza Affari 6, nei sotterranei di Palazzo Mezzanotte, sono conservate parte delle fondamenta del palco degli attori.